# Charles Dieupart
Charles (François?) Dieupart (ur. około 1670, zm. około 1740 w Londynie) – francuski kompozytor, skrzypek i klawesynista.

## Życiorys
Od około 1700 roku mieszkał w Anglii, gdzie występował jako skrzypek. Od 1707 roku występował w Theatre Royal przy Drury Lane i King’s Theatre. Próbował przystosować do scen angielskich opery włoskie, lecz bez większego powodzenia. Zmarł w biedzie.
Oprócz utworów scenicznych pisał utwory instrumentalne oraz suity na zespoły kameralne. Utwory Dieuparta kopiował Johann Sebastian Bach, gigue jego autorstwa z I Suity w zbiorze Six suittes de clavessin (wyd. Amsterdam 1701) wykorzystał jako preludium w swojej I Suicie angielskiej.